# انتخابات مجلس الأمن التابع للأمم المتحدة 1981
أُجريت انتخابات مجلس الأمن التابع للأمم المتحدة لعام 1981 في 15 أكتوبر 1981 خلال الدورة السادسة والثلاثين للجمعية العامة للأمم المتحدة، التي عقدت في مقر الأمم المتحدة في مدينة نيويورك. انتخبت الجمعية العامة غيانا والأردن وبولندا وتوغو وزائير (جمهورية الكونغو الديمقراطية الآن)، أعضاءً غير دائمين في مجلس الأمن التابع للأمم المتحدة لفترة سنتين تبدأ في 1 يناير 1982. وهي المرة الأولى لتوغو وزائير في المجلس.

## القواعد
يتألف مجلس الأمن من 15 مقعدا، يشغلها خمسة أعضاء دائمين وعشرة أعضاء غير دائمين. وفي كل عام، يتم انتخاب نصف الأعضاء غير الدائمين لمدة عامين.   ولا يجوز للعضو الحالي أن يترشح على الفور لإعادة انتخابه. 
وفقًا للقواعد التي يتم بموجبها تناوب المقاعد العشرة غير الدائمة في مجلس الأمن بين الكتل الإقليمية المختلفة التي تقسم إليها الدول الأعضاء في الأمم المتحدة تقليديًا لأغراض التصويت والتمثيل،  يتم تخصيص المقاعد الخمسة المتاحة على النحو التالي:
- مقعدان للدول الإفريقية (تشغلهما النيجر وتونس)
- مقعد للمجموعة الآسيوية (الآن مجموعة آسيا والمحيط الهادئ)[5]، لـ"المقعد العربي" (يشغله الفلبين)
- مقعد لأمريكا اللاتينية ومنطقة البحر الكاريبي (تشغله المكسيك)
- مقعد لمجموعة أوروبا الشرقية (تشغله ألمانيا الشرقية)

ولكي يتم انتخابه، يجب أن يحصل المرشح على أغلبية ثلثي الحاضرين والمصوتين. إذا كان التصويت غير حاسم بعد الجولة الأولى، فسيتم إجراء ثلاث جولات من التصويت المقيد، تليها ثلاث جولات من التصويت غير المقيد، وهكذا، حتى يتم الحصول على نتيجة. في التصويت المقيد، لا يجوز التصويت إلا على المرشحين الرسميين، بينما في التصويت غير المقيد، يجوز التصويت على أي عضو في مجموعة إقليمية معينة، باستثناء أعضاء المجلس الحاليين.

## النتيجة
| الدولة                  | الجولة الأولى |
| توغو                    | 141           |
| غيانا                   | 140           |
| الأردن                  | 140           |
| زائير                   | 140           |
| بولندا                  | 139           |
| رومانيا                 | 5             |
| جمهورية الدومينيكان     | 3             |
| أنغولا                  | 2             |
| كوبا                    | 2             |
| موزمبيق                 | 2             |
| الجزائر                 | 1             |
| إثيوبيا                 | 1             |
| المجر                   | 1             |
| منغوليا                 | 1             |
| باكستان                 | 1             |
| بيرو                    | 1             |
| سانت لوسيا              | 1             |
| السنغال                 | 1             |
| سنغافورة                | 1             |
| يوغوسلافيا              | 1             |
| ممتنعون                 | 0             |
| بطاقات الاقتراع الباطلة | 0             |
| الأغلبية المطلوبة       | 102           |

## روابط خارجية
- وثيقة الأمم المتحدة A/59/881 مذكرة شفوية من البعثة الدائمة لكوستاريكا تحتوي على سجل لانتخابات مجلس الأمن حتى عام 2004